# SN 2007jp
SN 2007jp – supernowa typu Ia odkryta 3 września 2007 roku w galaktyce A234441-0001. W momencie odkrycia miała maksymalną jasność 20,40m.